# موزه ماشین‌های بازی شوروی
موزه ماشین‌های بازی شوروی (روسی: Музей советских игровых автоматов) یک موزه تعاملی تاریخی خصوصی است که مجموعه‌ای از دستگاه‌های بازی آرکید تولید شده در اتحاد جماهیر شوروی از اواسط دهه ۱۹۷۰ را نگهداری می‌کند. ۱۳ آوریل ۲۰۰۷ به عنوان روز تأسیس موزه در نظر گرفته می‌شود. به بازدیدکنندگان موزه در ورودی سکه‌های ۱۵ کوپکی داده می‌شود تا دستگاه‌های بازی را روشن کنند. قیمت بلیط شامل یک گشت و گذار نیز می‌شود.

## تاریخچه موزه
این موزه در سال ۲۰۰۷ توسط فارغ التحصیلان دانشگاه پلی تکنیک مسکو، الکساندر استاخانوف، الکساندر ووگمن و ماکسیم پینیگین، تأسیس شد و در پناهگاه زیرزمینی خوابگاه دانشگاه که در برابر بمب محافظت می‌شد، قرار داشت. در آن زمان، مجموعه موزه شامل ۳۷ دستگاه بازی آرکید بود. بازدید از موزه فقط در روزهای چهارشنبه و با هماهنگی قبلی امکان‌پذیر بود.
| « | همه چیز از آنجا شروع شد که خواستیم دستگاه آرکید «سی بتل» را در خانه داشته باشیم و متوجه شدیم که نه تنها برای ما، بلکه برای دوستانمان هم جالب است. | » |

بنیانگذاران موزه در سراسر کشور به دنبال اولین دستگاه‌های بازی آرکید در محل‌های دفن زباله، اردوگاه‌های متروکه پیشگامان، پارک‌ها، مراکز فرهنگی و سینماها گشتند. چندین دستگاه که اولین دستگاه‌های این مجموعه بودند، به قیمت ۲۱۰ روبل در پارک پریامیکوف در تاگانکا خریداری شدند. با این حال، رؤیای «نبرد دریایی» هرگز محقق نشد، زیرا دستگاه‌های بازی آرکید ناقص بودند. تقریباً تمام دستگاه‌هایی که به موزه آمدند کار نمی‌کردند و یک دستگاه از سه دستگاه خراب مونتاژ شده بود.
در آوریل ۲۰۱۰، موزه به ساختمان کارگاه سابق کارخانه روت فرانت در مالایا اوردینکا نقل مکان کرد. موزه روزانه شروع به کار کرد و مجموعه آن به ۴۰ نوع دستگاه بازی گسترش یافت.
در آگوست ۲۰۱۱، موزه به خیابان باومانسکایا منتقل شد و نمایشگاه با ده‌ها دستگاه بازی آرکید تکمیل شد.
شعبه‌ای از موزه در ۱۵ ژوئن ۲۰۱۳ در میدان کونیوشِنایا در سن پترزبورگ افتتاح شد. این شعبه در ساختمانی واقع شده است که در قرن ۱۸ برای نگهداری کالسکه‌ها استفاده می‌شد. گاراژها، کارگاه‌های تعمیر و تولید ناوگان تاکسی شماره ۱ لنینگراد در دوران شوروی در این منطقه قرار داشتند. مجموعه این شعبه شامل بیش از ۵۰ دستگاه بازی آرکید فعال است. طبق اعلام موزه، تعداد بازدیدکنندگان از شعبه سن پترزبورگ در سال ۲۰۱۶ بالغ بر ۲۳۰۰۰ نفر بوده است که ۹ درصد بیشتر از سال ۲۰۱۵ است.
در پایان آگوست ۲۰۱۴، شعبه سوم موزه در کازان در خیابان کرملین افتتاح شد. حدود ۴۰ دستگاه بازی در آنجا ارائه شد. این موزه مدت زیادی وجود نداشت - در ۱۲ ژانویه ۲۰۱۵ تعطیل شد.
از ژوئن ۲۰۱۵، موزه دستگاه‌های بازی شوروی مسکو در خیابان کوزنتسکی موست واقع شده است. مجموعه این موزه شامل حدود ۸۰ دستگاه اسلات است.

## فعالیت موزه
موزه‌های سن پترزبورگ و مسکو مرتباً نمایشگاه‌های موقت برگزار می‌کنند:
- ۲۰۱۵ — نمایشگاه آدامس‌های جویدنی «پول دوران کودکی»؛[۱۲]
- ۲۰۱۵ — نمایشگاه مدل‌های خودرو "حمل و نقل ۱:۴۳"؛[۱۳]
- ۲۰۱۶ — نمایشگاه پوسترهای «تکامل دستگاه‌های بازی در گرافیک تبلیغاتی. دستگاه‌های بازی در زمینه طراحی هنری»؛[۱۴]
- ۲۰۱۶ — نمایشگاه «کونیوک-گوربونوک»؛[۱۵]
- ۲۰۱۷ — نمایشگاهی از اسباب‌بازی‌های درخت کریسمس شوروی دهه‌های ۱۹۳۰ تا ۱۹۹۰ با عنوان «روی درخت کریسمس».[۱۶][۱۷]

پروژه دختر بنیانگذاران موزه دستگاه‌های اسلات شوروی، موزه بازی‌های کامپیوتری است که در سال ۲۰۱۴ ایجاد شد و هنوز هم در قالب یک نمایشگاه موقت وجود دارد. در قلب این مجموعه بیش از ۳۰ دستگاه بازی اصلی از هشت نسل وجود دارد که اکثر آنها در حال کار هستند. این مجموعه با کنسول‌های بازی جدید تکمیل شده است. این مجموعه در پروژه لافت «اتاژی»، در سالن‌های شعبه سن پترزبورگ موزه به نمایش گذاشته شد.
موزه‌ها در پروژه‌های شهری شرکت می‌کنند: آنها برنامه‌هایی را برای جشنواره‌های سالانه کودکان «موزه‌ها، پارک‌ها، عمارت‌ها» و «سفر خانوادگی» در مسکو، «روزهای کودک در سن پترزبورگ» و «رگاتای بزرگ» در سن پترزبورگ ایجاد می‌کنند؛ در رویدادهای «شب موزه‌ها»، «شب هنرها»، «روز رستوران»، پروژه اجتماعی «سیرک اوپسالا» و جشنواره بین‌المللی موزه‌ها «اینترموزیوم» شرکت می‌کنند. نمایشگاه‌های موزه در جشنواره‌های «وی‌کی»، «پیک نیک گیک»، «دیسکو ۹۰» و «رترو اف‌ام» ارائه شده‌اند.
علاوه بر این، نمایشگاه‌هایی از فیلم‌های قدیمی، سخنرانی‌ها، مسابقات تنیس روی میز، چکرز، شطرنج، کلاس‌های کارشناسی ارشد و سایر رویدادها به‌طور منظم در شعب مسکو و سن پترزبورگ برگزار می‌شود.

## مجموعه

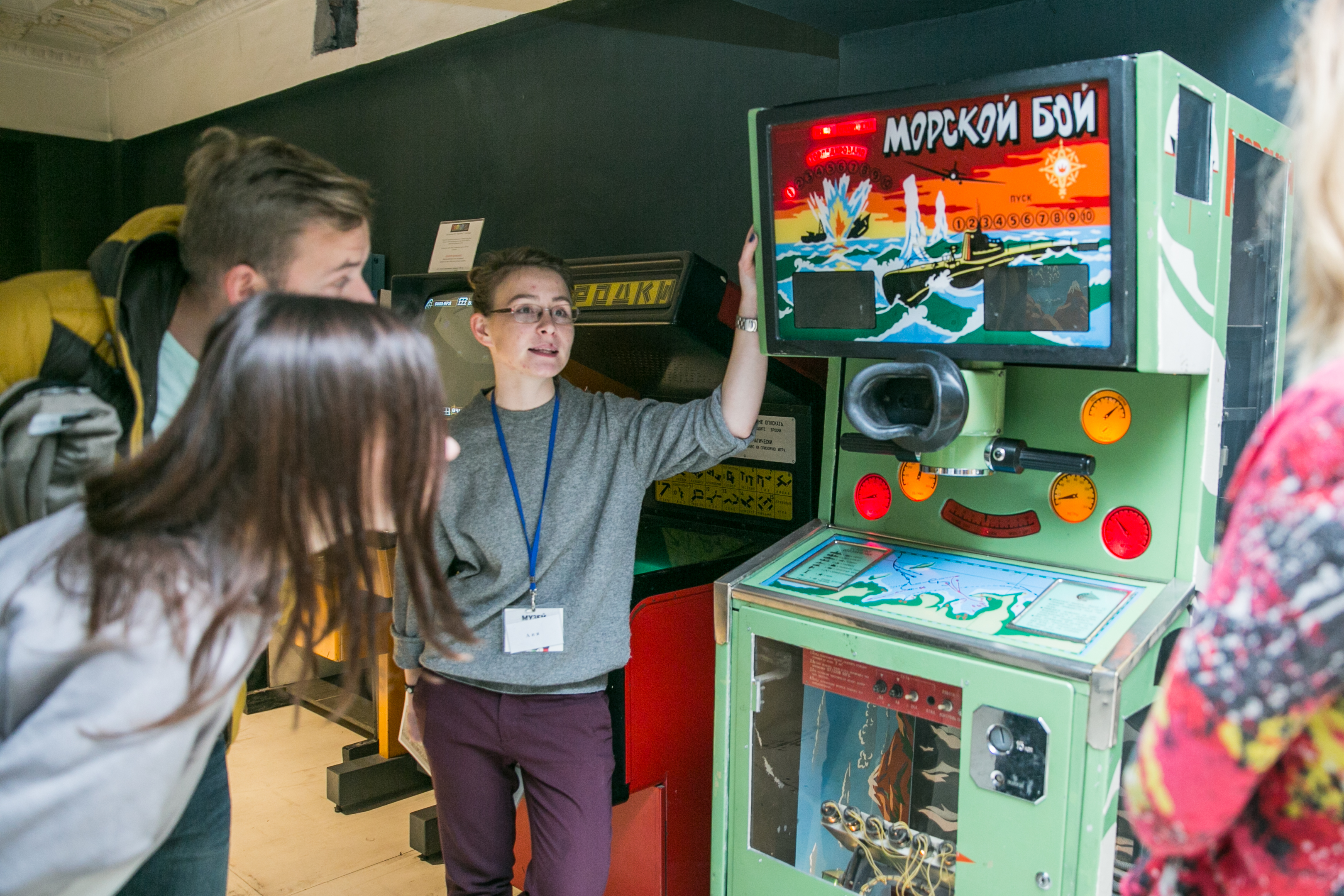
یک راهنما در موزه دستگاه‌های بازی شوروی مسکو در کنار «نبرد دریایی»

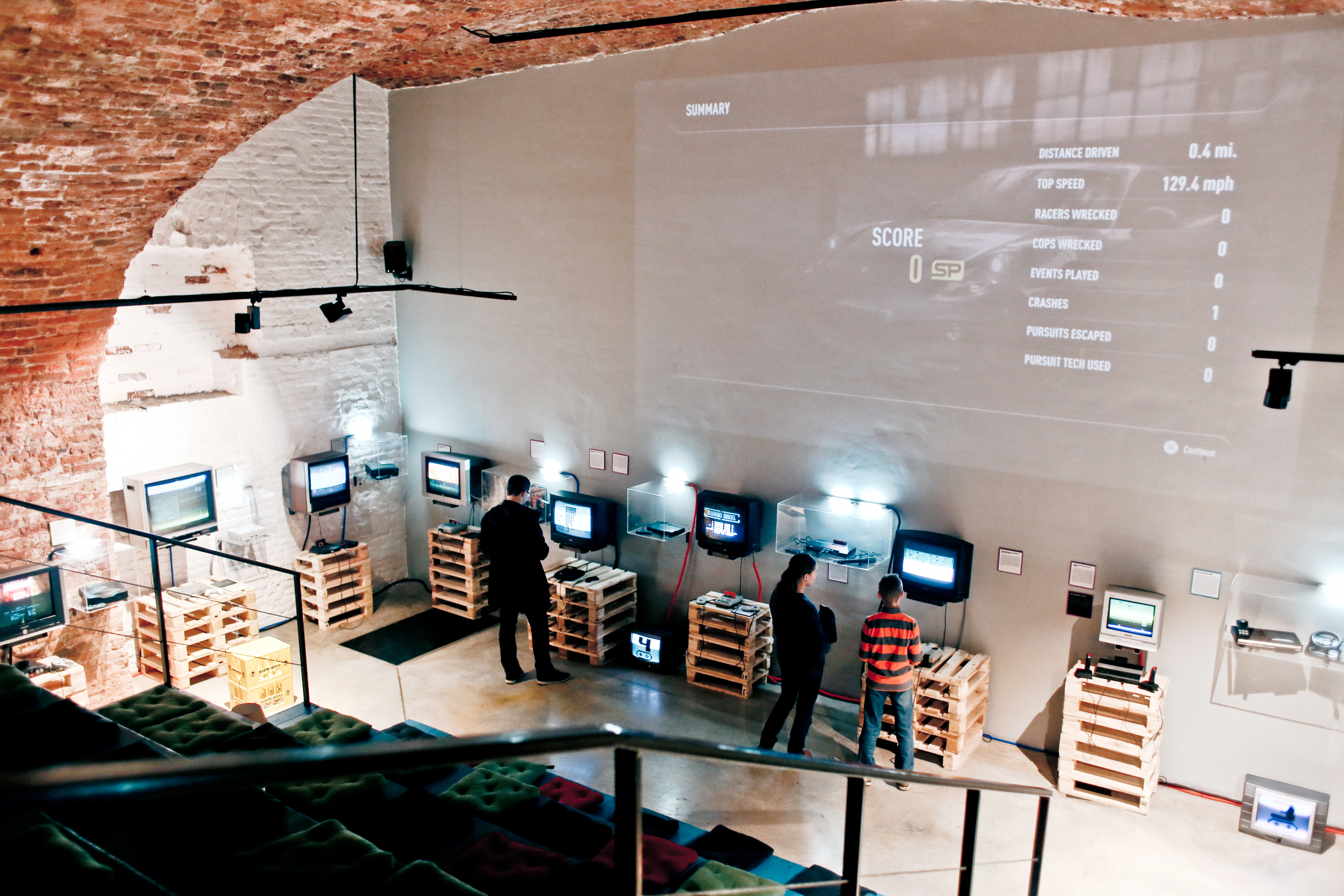
نمایشگاه «موزه بازی‌های رایانه‌ای» در موزه دستگاه‌های بازی شوروی در سن پترزبورگ

اولین دستگاه‌های بازی خارجی در سال ۱۹۷۱ در نمایشگاه جهانی سرگرمی و بازی "جاذبه-۷۱" که در پارک گورکی برگزار شد، ارائه شدند. نمونه‌های شوروی چند سال بعد، زمانی که وزارت فرهنگ اتحاد جماهیر شوروی، ساخت و تولید را به اتحادیه جاذبه‌های سایوز سفارش داد، که سفارشات را بین ۲۲ کارخانه دفاعی طبقه‌بندی شده توزیع می‌کرد، ظاهر شدند. به عنوان مثال، دستگاه بازی «نبرد دریایی» توسط کارخانه مهندسی رادیو سرپوخوف ساخته شد.
در تولید دستگاه‌های آرکید از مدرن‌ترین ریزمدارها، آلیاژها و پلاستیک استفاده می‌شد و مهندسان طراح کارخانه مشغول طراحی بازی‌ها و دستگاه‌های آرکید بودند. با این حال، این یک تولید غیرمنطقی بود: مهندسان کپی‌هایی از دستگاه‌های اسلات خارجی را بر اساس قطعات موجود مونتاژ می‌کردند که اغلب برای این نیازها مناسب نبودند. مهندسان به جای استفاده از یک پردازنده مدرن، مجبور بودند یک مدار پیچیده را مونتاژ کنند که بتواند جایگزین آن شود. یک بخش ویژه در جاذبه‌های سایوز مسئول تطبیق دستگاه‌های بازی خارجی با ایدئولوژی شوروی بود. سوژه‌ها و شخصیت‌های آرکید - بیگانگان و کابوی‌ها - با قهرمانان داستان‌های عامیانه روسی جایگزین شدند. دستگاه‌های آرکید باید به جوانان ایده‌ای از حرفه‌های آینده، به عنوان مثال، راننده تاکسی، می‌دادند.
در مجموع، حدود ۹۰ نوع دستگاه بازی آرکید در اتحاد جماهیر شوروی تولید شد که برخی از آنها کپی دقیقی از دستگاه‌های غربی بودند، اما بسیاری از آنها در اتحاد جماهیر شوروی ظاهر شدند - به عنوان مثال، دستگاه «گورودکی».
امروزه نمایشگاه هر شعبه موزه بیش از ۵۰ دستگاه بازی آرکید دارد. از جمله آنها می‌توان به «سی بتل»، «گورودکی»، «اسنایپر-۲»، «های‌وی»، «رالی»، «شلغم غول‌پیکر»، «بسکتبال»، «فوتبال آمریکایی»، «سافاری»، «شکار زمستانی»، «کوئیز»، «باتل-پلنز»، «مسابقه اسب‌دوانی»، «زیردریایی»، «منطقه آموزش تانک»، «دبلت»، «پروب»، «بیلیارد»، «ملکه برفی»، «سیرک» (که تنها دستگاه پین‌بال شناخته شده شوروی است)، «ورزش‌های تلویزیونی»، «سبقت»، «ویراژ»، «جرثقیل»، «شلیک شانسی» و بسیاری دیگر اشاره کرد.
علاوه بر دستگاه‌های بازی، این موزه همچنین دارای یک دستگاه بازی آب گازدار، «مرجع»، دستگاه‌های تعویض سکه خودکار و یک میکسر شوروی «ورونژ» است. قدیمی‌ترین دستگاه بازی در موزه، «نبرد دریا» ساخته شده در سال ۱۹۷۹ است.

## جوایز
- ۲۰۱۶ — بهترین سازمان در زمینه اوقات فراغت تعاملی جوانان؛[۳۲]
- ۲۰۱۷ — بهترین موزه تخصصی؛[۳۳]
- ۲۰۱۷ — برنده جشنواره سراسری چندرسانه‌ای موزه «موزه گیک» در بخش «بازی‌ها و آزمون‌ها».[۳۴]